# Caloplaca borealis
Caloplaca borealis är en lavart som först beskrevs av Edvard(Edward) August Vainio, och fick sitt nu gällande namn av Josef Poelt. Caloplaca borealis ingår i släktet orangelavar, och familjen Teloschistaceae. Arten är reproducerande i Sverige.